# 兰茂密尔团队

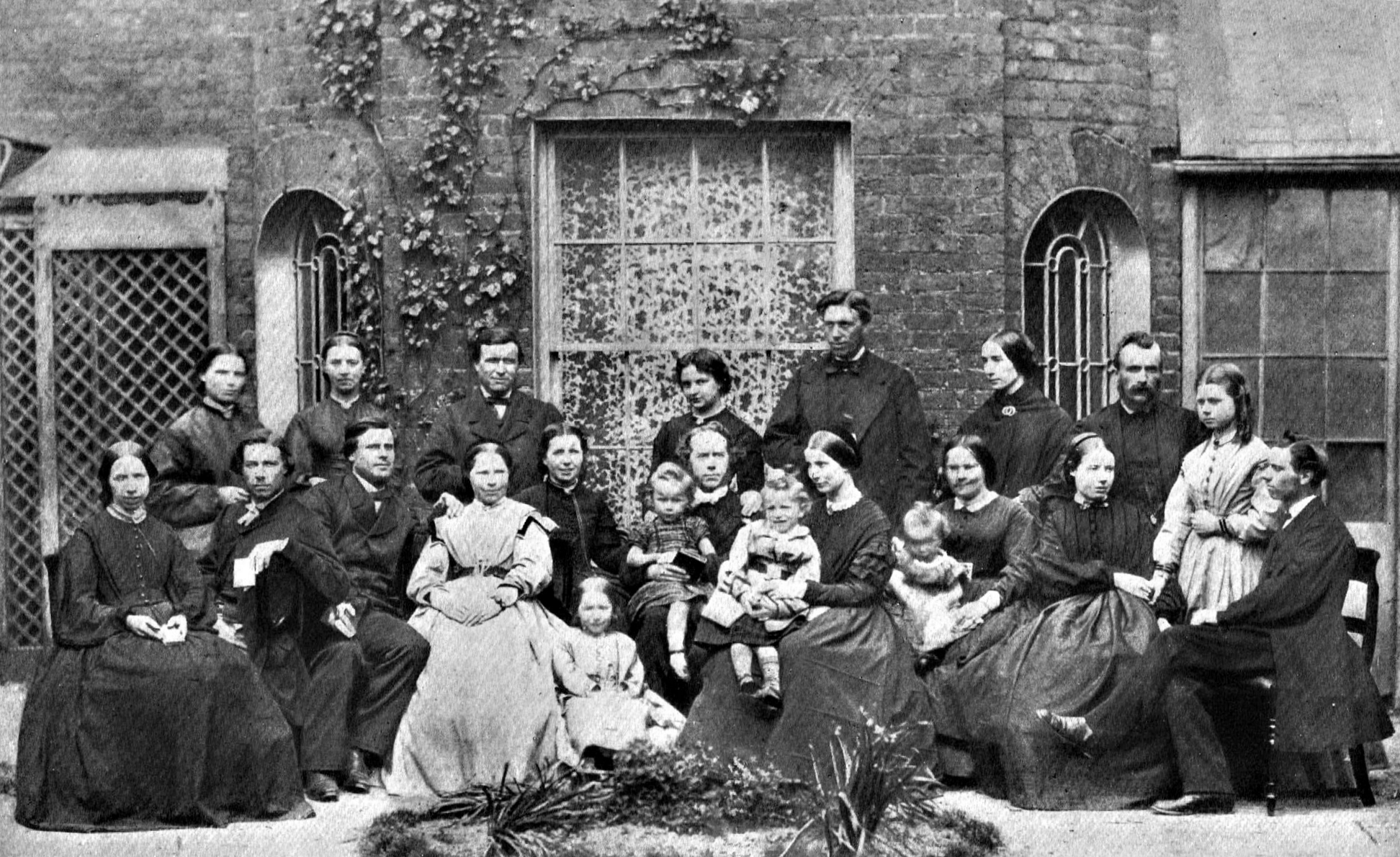
兰茂密尔团队。

兰茂密尔团队（Lammermuir Party）是在1866年，由戴德生率领的第一批前往中国传播基督教的中国内地会传教士，他们在5月26日到9月30日之间，搭乘运送茶叶的快速帆船兰茂密尔号，从英国伦敦前往中国上海。教会历史学家指出，这一事件是19世纪中国传教史上的转折点。这是抵达中国海岸规模最大的一批更正教传教士团队。需要指出，这个新成立的差会成员中，没有一人曾接受按立为牧师，而且只有2人先前曾有过出国经历。此外，在他们之中有9名未婚妇女，她们将要到达一个单身欧洲妇女极为罕见的国度。

## 快速帆船
1866年5月26日，34名海员、18名传教士，和4名儿童登上了停靠在伦敦东印度船坞（East India Docks）的兰茂密尔号。这是一艘有3个桅杆的快速帆船，建成只有2年时间。其框架为铁质，按照当时的标准是第一流的航海船只。它完成半个地球的航行只需要4个月时间，而此前一些较老式的船只则需要6个月时间。
Henry Grattan Guinness写了一首圣诗，向他们的离去表示敬意，回应了戴德生写于1865年的著作《中国属灵需要的呼声》：
|  | 在深蓝色的海面上，在没有足迹的洪水之上， 一小群人前去，服侍他们的上帝； 他们攀登上荒凉的死水去宣布， 在那遥远的Sinim土地，以马内利拯救的名。 他们已经听见遥远东方兄弟血的声音： 每个月在中国有一百万不信上帝的人死去。 |

## 两次台风
在9月下旬困难地到达上海港口之前，兰茂密尔号曾经有2次几乎被台风所毁坏。

## 传教士及其子女名单
- 戴德生
- 戴马利亚（Maria Jane Taylor） ，1870年在镇江去世
  - 戴存恩（Grace Dyer Taylor，1859-1867），1867年因脑膜炎病故于杭州
  - 戴存仁（Herbert Hudson Taylor，1861-1950）
  - 戴存义（Frederick Howard Taylor，1862-1946）
  - Samuel Dyer Taylor (1870年死于结核
- 倪来义（倪可来，Lewis Nicol）, Arbroath, 来自阿伯丁,铁匠. 1867年去萧山 ，回英国
- 倪来义师母（Eliza Calder Nicol）, 来自阿伯丁
- 童跟福（George Duncan）1873年在英国去世
- 蔡文才（Josiah Alexander Jackson）, Kingsland,木匠. 去台州、温州。1872年娶教士 Francis Wilson，生女 Emily. Franny 死于 1878年。14年来第一次回到英国。1881年再娶 Francis Hine 。1882年她在中国去世。1884年离开内地会。回到上海开旅馆。1898年再娶Sarah Gatrell。1909年在上海去世
- 路惠理（William David Rudland，1839 –1912年）1912年在中国台州去世。
- 史洪道（John Robert Sell）, Romford ，1867年5月18日因天花死于宁波
- 卫养生（James Williamson）, Arbroath, 木匠.1873年在苏格兰结婚。1896年11月在苏格兰去世。女儿 Mary 1896年在中国进入内地会
- 班苏珊（Susan Barnes）, Limerick, 1868年转入伦敦会
- 包玛丽（Mary Elizabeth Bausum）, Walthamstow,戴马利亚的step-sister 。1868年嫁给 Stephen Barchett
- 巴爱梅（白爱妹，Emily Blatchley）, 来自伦敦。戴德生的私人秘书。1874年因肺结核在伦敦去世。
- 贝玛丽（Mary Bell）, [Great Waltham, Essex],1867年12月25日嫁给路惠理，一起在台州工作。1874年10月23日在伦敦去世
- 包瑪莉（包美丽，Mary Bowyer）, Mildmay-London, 在杭州开办学校. 1875年嫁给F.W. Baller，1909年去世
- 夏安心（Louise Desgraz）, 利物浦 & 瑞士, 在杭州办孤儿院。1878年嫁给 Edward Tomalin, 1878. directed 芝罘学校。1907年在中国去世
- 福珍妮（Jane Elizabeth Faulding）, 来自伦敦。1871年嫁给戴德生。1904年在瑞士去世
- 麦克莲（Jane McLean），来自因弗内斯. 1867年与 John Sell 订婚。1868年他去世后离开内地会，在上海加入伦敦会
- 劳莉莎（Elisabeth Rose）, Barnsley,1866年嫁给宓道生（James Meadows）。1890年去世.女儿 Louise 和 Minnie 分布在1893年和1895年加入内地会.